# Juho Reinvall
Juho Pekka Reinvall (ur. 24 sierpnia 1988) – fiński judoka. Olimpijczyk z Rio de Janeiro 2016, gdzie zajął siedemnaste miejsce w wadze ekstralekiej.
Uczestnik mistrzostw świata w 2011, 2013 i 2015. Startował w Pucharze Świata w latach 2008-2013 i 2015-2016. Ośmiokrotny mistrz kraju.

## Letnie Igrzyska Olimpijskie 2016
| Konkurencja | Eliminacje                      | Klas. końcowa |
| Konkurencja | Przeciwnik I                    | Miejsce       |
| ----------- | ------------------------------- | ------------- |
| 60 kg       | Cend-Ocziryn Cogtbaatar (MGL) P | 17.           |